# Красный колобус
Красный колобус, или красная гвереца, или чёрно-красная гвереца, или красный толстотел (лат. Piliocolobus badius) — вид обезьян семейства мартышковых отряда приматов, один из видов рода Красные колобусы.

## Описание
Выражен половой диморфизм, самки несколько мельче самцов. Масса самцов от 9,1 до 12,2 кг, масса самок от 6,8 до 9,1 кг. В длину составляют от 45 до 67 см, хвост длиной от 52 до 80 см. Шерсть коричневая, серая или чёрная, голова каштанового или красного цвета. Лобковая область покрыта белой шерстью. Шерсть одной длины по всей поверхности тела. Больших пальцев нет, на их месте небольшой бугорок. Пальцы длинные, способные обхватывать ветви деревьев. Существует три подвида, немного отличающихся внешне. P.b. badius имеет чёрные лоб и внешнюю поверхность бёдер. Их нос более выступающий, чем у других подвидов. P.b. waldroni имеет красноватую внешнюю поверхность бёдер и лоб.

## Распространение
Населяют леса Западной Африки от Сенегала до Ганы.

## Поведение
Представители вида встречаются на всех ярусах леса от земли до самых верхушек деревьев на высоте более 40 метров. В рационе в основном листья, а также фрукты и молодые побеги. Их желудок многокамерный, пищеварительная система способна эффективно переваривать целлюлозу.
Самки красного колобуса выбирают себе партнера, мигрируя из группы в группу. Самцы сражаются за самок. Когда самка готова к спариванию, её гениталии набухают, что является сигналом для самца.
Каждые два года самка приносит потомство, обычно одного, редко двух детёнышей. Беременность длится от 6 до 6,5 месяцев.

## Классификация
Ранее все виды красных колобусов считались подвидами Piliocolobus badius.
В настоящее время выделяют три подвида:
- Piliocolobus badius badius
- Piliocolobus badius temminckii
- Piliocolobus badius waldronae

Популяция P. b. waldronae находится в критической опасности, возможно этот подвид уже вымер. Два других подвида также находятся под угрозой.